# Jürgen Mattern
Jürgen Mattern (ur. 30 kwietnia 1961) – niemiecki lekkoatleta specjalizujący się w biegach długodystansowych. W czasie swojej kariery reprezentował Niemiecką Republikę Demokratyczną.
W 1978 r. uczestniczył w rozegranych w Bukareszcie Zawodach Przyjaźni (z udziałem juniorów do 18 lat), zajmując II miejsce w biegu na 5000 metrów oraz III miejsce w biegu na 3000 metrów.
Największy sukces na arenie międzynarodowej odniósł w 1979 r. w Bydgoszczy, zdobywając podczas mistrzostw Europy juniorów srebrny medal w biegu na 3000 metrów (z czasem 8:05,48, za Steve'em Cramem).